# Conexão de Levi-Civita
Em geometria diferencial, numa variedade Riemanniana, há uma conexão canônica chamada conexão de Levi-Civita, por vezes, também conhecida como derivada covariante. Como uma conexão no fibrado tangente, a conexão de Levi-Civita fornece um método bem definido para diferenciar campos vetoriais, formulários ou qualquer outro tipo de tensor. Em geometria Riemanniana ou geometria pseudo-Riemanniana (em particular, na geometria Lorentziana da relatividade geral), a conexão de Levi-Civita é a única conexão afim no fibrado tangente de uma variedade que preserva a métrica Riemanniana (ou pseudo-Riemanniana) e é livre de torção. O teorema que afirma a existência da conexão de Levi-Civita é chamado: Teorema fundamental da geometria riemanniana.
Na teoria de variedades Riemannianas e variedades pseudo-Riemannianas, o termo derivada covariante é frequentemente usado para se referir à conexão de Levi-Civita. Os componentes (coeficientes estruturais) dessa conexão em relação a um sistema de coordenadas locais são chamados de símbolos de Christoffel.

## História
No começo da geometria diferencial surgiram com Gauss diversos conceitos geométricos importantes que foram generalizados por muitos matemáticos, destacando-se entre eles Georg Friedrich Bernhard Riemann, o fundador da chamada geometria riemanniana, de onde surgiram os objetos matemáticos "conexão" e "curvatura". A conexão de Levi-Civita leva o nome de Tullio Levi-Civita, embora tenha sido originalmente "descoberta" por Elwin Bruno Christoffel. Levi-Civita, junto com Gregorio Ricci-Curbastro, usou os símbolos de Christoffel para definir a noção de transporte paralelo e explorar sua relação com o tensor de curvatura de Riemann, desenvolvendo assim o conceito moderno de holonomia.
Em 1869, Christoffel descobriu que os componentes da derivada intrínseca de um campo vetorial, ao se trocar o sistema de coordenadas, transformam-se como os componentes de um vetor contravariante. Essa descoberta foi o verdadeiro começo da análise tensorial.

## Notação
- (M, g) denota uma variedade pseudo-Riemanniana.
- TM é o fibrado tangente de M.
- g é a métrica pseudo-Riemanniana de M.
- X, Y, Z são campos vetoriais suaves em M, ou seja, seções suaves de TM.
- [X, Y] é o colchete de Lie de X e Y, que é também um campo vetorial suave.

A métrica g pode receber até dois vetores ou campos vetoriais X, Y como argumentos. No primeiro caso, o resultado é um número, o pseudo-produto interno de X e Y. No segundo caso, o produto interno de Xp, Yp é calculado em todos os pontos p na variedade, de modo que g(X, Y) define uma função suave em M. Campos vetoriais atuam (por definição) como operadores diferenciais em funções suaves. Em coordenadas locais {\displaystyle (x_{1},\ldots ,x_{n})}, a ação é dada por
{\displaystyle X(f)=X^{i}{\frac {\partial }{\partial x^{i}}}f=X^{i}\partial _{i}f}
onde a convenção da notação de somatório de Einstein é usada.

## Definição formal
Uma conexão afim {\displaystyle \nabla } é chamada de conexão de Levi-Civita se
1. preserva a métrica, ou seja, {\displaystyle \nabla g=0}.
2. é livre de torção, ou seja, para quaisquer campos vetoriais {\displaystyle X} e {\displaystyle Y}, temos {\displaystyle \nabla _{X}Y-\nabla _{Y}X=[X,Y]}, onde {\displaystyle [X,Y]} é o colchete de Lie dos campos vetoriais {\displaystyle X} e {\displaystyle Y}.

A condição 1 acima é às vezes chamada de compatibilidade com a métrica, e a condição 2 é às vezes chamada de simetria, conforme o texto de Do Carmo.

## Teorema fundamental da geometria (pseudo-)Riemanniana
Teorema Toda variedade pseudo-Riemanniana {\displaystyle (M,g)} possui uma única conexão de Levi-Civita {\displaystyle \nabla }.
Demonstração:
Para provar a unicidade, expandimos a definição da ação de uma conexão sobre tensores, obtendo
{\displaystyle X{\bigl (}g(Y,Z){\bigr )}=(\nabla _{X}g)(Y,Z)+g(\nabla _{X}Y,Z)+g(Y,\nabla _{X}Z)}.
Assim, pode-se escrever a condição de que {\displaystyle \nabla } preserva a métrica como
{\displaystyle X{\bigl (}g(Y,Z){\bigr )}=g(\nabla _{X}Y,Z)+g(Y,\nabla _{X}Z)}.
Pela simetria de {\displaystyle g},
{\displaystyle X{\bigl (}g(Y,Z){\bigr )}+Y{\bigl (}g(Z,X){\bigr )}-Z{\bigl (}g(Y,X){\bigr )}=g(\nabla _{X}Y+\nabla _{Y}X,Z)+g(\nabla _{X}Z-\nabla _{Z}X,Y)+g(\nabla _{Y}Z-\nabla _{Z}Y,X)}.
Pela ausência de torção, o lado direito é, portanto, igual a
{\displaystyle 2g(\nabla _{X}Y,Z)-g([X,Y],Z)+g([X,Z],Y)+g([Y,Z],X)}.
Portanto, a fórmula de Koszul é
{\displaystyle g(\nabla _{X}Y,Z)={\tfrac {1}{2}}{\Big \{}X{\bigl (}g(Y,Z){\bigr )}+Y{\bigl (}g(Z,X){\bigr )}-Z{\bigl (}g(X,Y){\bigr )}+g([X,Y],Z)-g([Y,Z],X)-g([X,Z],Y){\Big \}}}.
Assim, se uma conexão de Levi-Civita existir, ela deve ser única, pois {\displaystyle Z} é arbitrário, {\displaystyle g} é não degenerado e o lado direito não depende de {\displaystyle \nabla }.
Para provar a existência, observe que para campos vetoriais dados {\displaystyle X} e {\displaystyle Y}, o lado direito da expressão de Koszul é linear em relação ao campo vetorial {\displaystyle Z}, não apenas real-linear. Assim, pela não degenerescência de {\displaystyle g}, o lado direito define unicamente um novo campo vetorial, que é denotado de forma sugestiva por {\displaystyle \nabla _{X}Y}, como no lado esquerdo. Substituindo a fórmula de Koszul, verifica-se agora que para todos os campos vetoriais {\displaystyle X,Y,Z} e todas as funções {\displaystyle f}:
{\displaystyle g(\nabla _{X}(Y_{1}+Y_{2}),Z)=g(\nabla _{X}Y_{1},Z)+g(\nabla _{X}Y_{2},Z)}
{\displaystyle g(\nabla _{X}(fY),Z)=X(f)g(Y,Z)+fg(\nabla _{X}Y,Z)}
{\displaystyle g(\nabla _{X}Y,Z)+g(\nabla _{X}Z,Y)=X{\bigl (}g(Y,Z){\bigr )}}
{\displaystyle g(\nabla _{X}Y,Z)-g(\nabla _{Y}X,Z)=g([X,Y],Z).}
Portanto, a expressão de Koszul realmente define uma conexão, que é compatível com a métrica e sem torção, ou seja, uma conexão de Levi-Civita.
Com pequenas variações, a mesma demonstração mostra que há uma conexão única que é compatível com a métrica e possui torção prescrita.

## Símbolos de Christoffel
Seja {\displaystyle \nabla } uma conexão afim sobre o fibrado tangente. Escolha coordenadas locais {\displaystyle x^{1},\ldots ,x^{n}} com campos vetoriais base coordenados {\displaystyle \partial _{1},\ldots ,\partial _{n}} e escreva {\displaystyle \nabla _{j}} para {\displaystyle \nabla _{\partial _{j}}}. Os símbolos de Christoffel {\displaystyle \Gamma _{jk}^{l}} de {\displaystyle \nabla } em relação a essas coordenadas são definidos como
{\displaystyle \nabla _{j}\partial _{k}=\Gamma _{jk}^{l}\partial _{l}}
Os símbolos de Christoffel, por sua vez, definem a conexão {\displaystyle \nabla } na vizinhança coordenada porque
{\displaystyle {\begin{aligned}\nabla _{X}Y&=\nabla _{X^{j}\partial _{j}}(Y^{k}\partial _{k})\\&=X^{j}\nabla _{j}(Y^{k}\partial _{k})\\&=X^{j}{\bigl (}\partial _{j}(Y^{k})\partial _{k}+Y^{k}\nabla _{j}\partial _{k}{\bigr )}\\&=X^{j}{\bigl (}\partial _{j}(Y^{k})\partial _{k}+Y^{k}\Gamma _{jk}^{l}\partial _{l}{\bigr )}\\&=X^{j}{\bigl (}\partial _{j}(Y^{l})+Y^{k}\Gamma _{jk}^{l}{\bigr )}\partial _{l}\end{aligned}}}
ou seja,
{\displaystyle (\nabla _{j}Y)^{l}=\partial _{j}Y^{l}+\Gamma _{jk}^{l}Y^{k}}
Uma conexão afim {\displaystyle \nabla } é compatível com uma métrica se, e somente se
{\displaystyle \partial _{i}{\bigl (}g(\partial _{j},\partial _{k}){\bigr )}=g(\nabla _{i}\partial _{j},\partial _{k})+g(\partial _{j},\nabla _{i}\partial _{k})=g(\Gamma _{ij}^{l}\partial _{l},\partial _{k})+g(\partial _{j},\Gamma _{ik}^{l}\partial _{l})}
isto é, se, e somente se
{\displaystyle \partial _{i}g_{jk}=\Gamma _{ij}^{l}g_{lk}+\Gamma _{ik}^{l}g_{jl}.}
Uma conexão afim {\displaystyle \nabla } é livre de torção se, e somente se
{\displaystyle \nabla _{j}\partial _{k}-\nabla _{k}\partial _{j}=(\Gamma _{jk}^{l}-\Gamma _{kj}^{l})\partial _{l}=[\partial _{j},\partial _{k}]=0.}
isto é, se, e somente se 
{\displaystyle \Gamma _{jk}^{l}=\Gamma _{kj}^{l}}
é simétrica em seus dois índices inferiores.
Verificando com campos vetoriais coordenados {\displaystyle \partial _{j},\partial _{k},\partial _{l}} (ou computando diretamente), a expressão de Koszul da conexão de Levi-Civita derivada acima é equivalente à definição dos símbolos de Christoffel em termos da métrica como
{\displaystyle \Gamma _{jk}^{l}={\tfrac {1}{2}}g^{lr}\left(\partial _{k}g_{rj}+\partial _{j}g_{rk}-\partial _{r}g_{jk}\right)}
onde, como de costume, {\displaystyle g^{ij}} são os coeficientes do tensor métrico dual, isto é, as entradas da inversa da matriz {\displaystyle g_{kl}}.

## Derivação ao longo da curva
A conexão de Levi-Civita (como qualquer conexão afim) também define uma derivada ao longo de curvas, algumas vezes denotada por D.
Dada uma curva suave γ em (M, g) e um campo vetorial V ao longo de γ, sua derivada é definida por
{\displaystyle D_{t}V=\nabla _{{\dot {\gamma }}(t)}V.}
Formalmente, D é a conexão pullback γ*∇ no fibrado pullback γ*TM.
Em particular, {\displaystyle {\dot {\gamma }}(t)} é um campo vetorial ao longo da curva γ. Se {\displaystyle \nabla _{{\dot {\gamma }}(t)}{\dot {\gamma }}(t)} é zero, a curva é chamada de geodésica da derivada covariante. Formalmente, a condição pode ser reescrita como o cancelamento da conexão pullback aplicada a {\displaystyle {\dot {\gamma }}}:
{\displaystyle \left(\gamma ^{*}\nabla \right){\dot {\gamma }}\equiv 0.}
Se a derivada covariante for a conexão de Levi-Civita de uma certa métrica, então as geodésicas para a conexão são precisamente aquelas geodésicas da métrica parametrizadas proporcionalmente ao comprimento do arco.

## Transporte paralelo
Em geral, o transporte paralelo ao longo de uma curva em relação a uma conexão define isomorfismos entre os espaços tangentes nos pontos da curva. Se a conexão é de Levi-Civita, esses isomorfismos são ortogonais – isto é, preservam os produtos internos nos vários espaços tangentes.
As imagens abaixo mostram o transporte paralelo induzido pela conexão de Levi-Civita associada a duas métricas Riemannianas diferentes no plano perfurado {\displaystyle \mathbf {R} ^{2}\backslash \{0,0\}}. A curva ao longo da qual ocorre o transporte paralelo é o círculo unitário. Em coordenadas polares, a métrica à esquerda é a métrica Riemanniana padrão euclidiana {\displaystyle ds^{2}=dx^{2}+dy^{2}=dr^{2}+r^{2}d\theta ^{2}}, enquanto a métrica à direita é {\displaystyle ds^{2}=dr^{2}+d\theta ^{2}}. A primeira métrica se estende a todo o plano, mas a segunda possui uma singularidade na origem:
{\displaystyle dr={\frac {xdx+ydy}{\sqrt {x^{2}+y^{2}}}}}
{\displaystyle d\theta ={\frac {xdy-ydx}{x^{2}+y^{2}}}}
{\displaystyle dr^{2}+d\theta ^{2}={\frac {(xdx+ydy)^{2}}{x^{2}+y^{2}}}+{\frac {(xdy-ydx)^{2}}{(x^{2}+y^{2})^{2}}}}.
Atenção: Este é o transporte paralelo no plano perfurado ao longo do círculo unitário, não transporte paralelo no círculo unitário. De fato, na primeira imagem, os vetores caem fora do espaço tangente ao círculo unitário.

## Exemplo: a esfera unitária em R3
Seja ⟨ , ⟩ o produto escalar usual em R3. Seja S2 a esfera unitária em R3. O espaço tangente a S2 em um ponto m é naturalmente identificado com o subespaço vetorial de R3 que consiste em todos os vetores ortogonais a m. Assim, um campo vetorial Y em S2 pode ser visto como uma função Y : S2 → R3, que satisfaz
{\bigl \langle }Y(m),m{\bigr \rangle }=0,\qquad \forall m\in \mathbf {S} ^{2}.
Denotando por dmY o diferencial da função Y no ponto m, temos:
Lema — A fórmula
{\displaystyle \left(\nabla _{X}Y\right)(m)=d_{m}Y(X(m))+\langle X(m),Y(m)\rangle m}
define uma conexão afim em S2 sem torção.
É direto provar que ∇ satisfaz a identidade de Leibniz e é C∞(S2)-linear na primeira variável. Também é fácil mostrar que essa conexão não tem torção. Assim, o que resta provar é que a fórmula acima produz um campo vetorial tangente a S2. Isto é, precisamos provar que para todo m em S2
{\displaystyle {\bigl \langle }\left(\nabla _{X}Y\right)(m),m{\bigr \rangle }=0\qquad (1).}
Considerando a função f que associa a cada m em S2 o valor ⟨Y(m), m⟩, que é sempre 0. A função f é constante, então seu diferencial é zero. Em particular
{\displaystyle d_{m}f(X)={\bigl \langle }d_{m}Y(X),m{\bigr \rangle }+{\bigl \langle }Y(m),X(m){\bigr \rangle }=0.}
A equação (1) acima segue. Q.E.D.
Na verdade, essa conexão é a conexão de Levi-Civita para a métrica em S2 herdada de R3. De fato, pode-se verificar que essa conexão preserva a métrica.

## Comportamento sob redimensionamento conforme
Se a métrica {\displaystyle g} em uma classe conforme for substituída pela métrica conformemente redimensionada da mesma classe {\displaystyle {\hat {g}}=e^{2\gamma }g}, então a conexão de Levi-Civita se transforma de acordo com a regra
{\displaystyle {\widehat {\nabla }}_{X}Y=\nabla _{X}Y+X(\gamma )Y+Y(\gamma )X-g(X,Y)\mathrm {grad} _{g}(\gamma ).}
onde {\displaystyle \mathrm {grad} _{g}(\gamma )} é o campo vetorial gradiente de {\displaystyle \gamma }, i.e., o campo vetorial g-dual a {\displaystyle d\gamma }, em coordenadas locais dado por {\displaystyle g^{ik}(\partial _{i}\gamma )\partial _{k}}. É trivial verificar que {\displaystyle {\widehat {\nabla }}} é sem torção. Para verificar a métrica, suponha que {\displaystyle g(Y,Y)} seja constante. Nesse caso,
{\displaystyle {\hat {g}}({\widehat {\nabla }}_{X}Y,Y)=X(g(Y,Y))=0.}Como aplicação, considere novamente a esfera unitária, mas desta vez sob a projeção estereográfica, de modo que a métrica (nas coordenadas complexas de Fubini–Study z, z) é: {\displaystyle g={\frac {4,dz,d{\bar {z}}}{(1+z{\bar {z}})^{2}}}.}Isso exibe a métrica da esfera como conforme plana, com a métrica euclidiana {\displaystyle dz,d{\bar {z}}}, onde {\displaystyle \gamma =\ln(2)-\ln(1+z{\bar {z}})}. Temos {\displaystyle d\gamma =-(1+z{\bar {z}})^{-1}({\bar {z}},dz+z,d{\bar {z}})}, e assim {\displaystyle {\widehat {\nabla }}_{\partial _{z}}\partial _{z}=-{\frac {2{\bar {z}}\partial _{z}}{1+z{\bar {z}}}}.}Com o gradiente euclidiano {\displaystyle \mathrm {grad} {Euc}(\gamma )=-(1+z{\bar {z}})^{-1}({\bar {z}}\partial _{z}+z\partial {\bar {z}})}, temos {\displaystyle {\widehat {\nabla }}_{\partial _{z}}\partial _{\bar {z}}=0.}Essas relações, juntamente com suas conjugadas complexas, definem os símbolos de Christoffel para a esfera bidimensional.